# Medaille van de Amsterdamse Commissie van Erkentenis

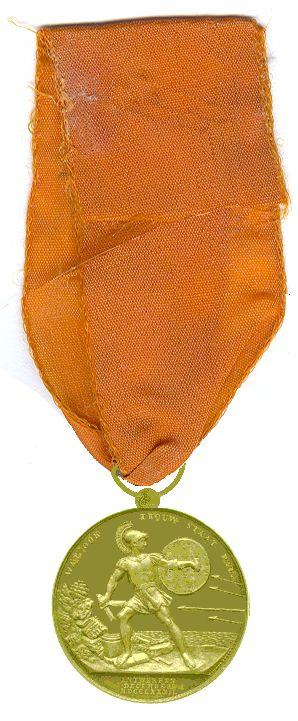
Een medaille met oranje draaglint, Particuliere verzameling, Groningen.

De medaille van de Amsterdamse Commissie van Erkentenis is een Nederlands ereteken dat werd uitgereikt aan de Nederlandse verdedigers, onder bevel van generaal Chassé, van de Citadel van Antwerpen tijdens de belegering door Franse en Belgische troepen, in december 1832. Er werden medailles in brons, zilver en goud geslagen.
De Commissie van erkentenis was een initiatief van particulieren. De middelen kwamen voort uit geldinzamelingen en uit de verkoop van speciale exemplaren voor verzamelaars, met vijf ingeslagen roosjes op de keerzijde.

## Beschrijving
De medaille is een door een onbekend gebleven kunstenaar vervaardigde ronde penning met een diameter van iets meer dan vijf centimeter. De voorzijde vertoont een gewapende Griekse krijger met gevederde helm die een regen van pijlen met zijn ronde schild afweert. Het zwaard in zijn rechterhand is gebroken. Achter hem liggen omgevallen trommels van zuilen en op de achtergrond is water, mogelijk de Schelde symboliserend, te zien. Langs de bovenrand is de tekst "WAT OOK VAL TROUW STAAT PAL" te lezen. Onder het tafereel is de tekst "ANTWERPEN  DECEMBER  MDCCCXXXII" aangebracht.
Op de keerzijde van de medaille werd wanneer de medaille voor een van de veteranen van de belegering bestemd was de naam van de ontvanger binnen een krans van eikenbladeren gegraveerd. Bij de officieren werd ook de rang vermeld. Bij de verzamelaarsexemplaren werden vijf roosjes ingeslagen.
De medaille was een legpenning die thuis bewaard diende te worden. Dergelijke penningen en beloningspenningen stellen de bezitters vaak teleur. Wie een medaille bezit wil deze ook dragen. Daarom werden  veel van de medailles door de veteranen draagbaar gemaakt. Men droeg de medaille of een miniatuur daarvan aan een oranje lint. Sommige miniaturen hebben een afwijkende keerzijde met lauwer- in plaats van eikenbladeren.
Er zijn ook medailles van dit ontwerp met op de keerzijde de woorden  
- "DE COMMISSIE VAN ERKENTENIS VOOR DE STRIJDERS OP DE CITADEL EN SCHELDE TE BREDA"
- "DE COMMISSIE VAN ERKENTENIS VOOR DE STRIJDERS OP DE CITADEL EN SCHELDE TE s-HERTOGENBOSCH"
- "DE COMMISSIE VAN ERKENTENIS VOOR DE STRIJDERS OP DE CITADEL EN SCHELDE TE MIDDELBURG"
- "DE COMMISSIE VAN ERKENTENIS VOOR DE STRIJDERS OP DE CITADEL EN SCHELDE TE SCHIEDAM"

bekend. De geleerde Dr. Bax sluit in zijn standaardwerk over medailles niet uit dat op nog meer plaatsen door comités uit de burgerij gebruik is gemaakt van de door Amsterdammers bestelde matrijzen.

## Ontvangers
De elf gouden medaille werd uitgereikt aan de leden van de Raad van Defensie van de Citadel van Antwerpen. Deze kregen de medaille met een inscriptie waarin naam en rang werden genoemd. Het gaat om
- Luitenant-generaal D.H. Baron Chassé
- Generaal-majoor der infanterie C.A. de Favauge voerde het bevel over de infanterie. Het ging om niet minder dan 117 officieren en 3750 onderofficieren en manschappen.
- Kapitein ter zee J.C. Koopman. Hij was bevelhebber van de kanoneerboten op de Schelde.
- Adjudant-intendant S.F. Mulder,
- Kolonel F.W. Graaf Quadt van Wyckerath en Isny
- Majoor der artillerie Hendrik Gerard Seelig had het commando over de sterke vestingartillerie met 16 officieren en 399 onderofficieren en kanonniers. Hij werd later generaal en was de eerste gouverneur van de Koninklijke Militaire Academie in Breda.
- Majoor der artillerie Johan Hendrik Voet. Hij was plaatselijk commandant van de mineurs en sappeurs en werd door zijn mannen "de bomvrije majoor" genoemd.
- Majoor-Ingenieur J.M. van der Wyck van de genie. Hij voerde het bevel over het detachement Mineurs en Sappeurs in de citadel.

Allen werden ook in de Militaire Willems-Orde opgenomen.
Koning Willem I, de Prins van Oranje en Prins Frederik der Nederlanden ontvingen een medaille met een lege keerzijde.
De 193 zilveren medailles waren voor de officieren bestemd. Zij kregen de medaille met een inscriptie waarin naam en rang werden genoemd. Tientallen officieren werden in de Militaire Willems-Orde opgenomen. 
De 4425 bronzen medailles waren voor de infanteristen en artilleristen in de citadel bestemd. Deze medailles dragen op de keerzijde alleen een naam. Als sterkte van de bezetting wordt door I.L.Uijterschout "166 officieren en 4442 onderofficieren en minderen" genoemd. Er waren volgens dezelfde opgave aan Nederlandse zijde 104 gesneuvelden en 20 kort daarna overleden gewonden waaronder 10 officieren. Deze getallen zijn niet met het aantal uitgereikte medailles te rijmen. 